# Joseph Roffo
Louis Joseph Roffo (Parigi, 21 gennaio 1879 – Parigi, 5 febbraio 1933) è stato un tiratore di fune e rugbista a 15 francese.

## Biografia
Ha partecipato alle Olimpiadi di Parigi del 1900, dove ha vinto, con la squadra francese del Racing Club de France, la medaglia d'argento nel tiro alla fune, perdendo in finale contro la squadra mista danese/svedese per 2 a 0.

## Palmarès
In carriera ha conseguito i seguenti risultati:
- Giochi olimpici

Parigi 1900: argento nel tiro alla fune.